# Опуштено
Опуштено је трећи албум Аце Пејовића. Издат је 9. јула 2004. године за продукцију Мјузик Стар Продакшн.

## Обраде
- 2. Непоправљиво (оригинал: Marianta Pieridi – Meine Dipla Mou)
- 3. Такси (оригинал: Antonis Remos - Tha me thymasai)